# Halcampa duodecimcirrata
Halcampa duodecimcirrata is een zeeanemonensoort uit de familie Halcampidae.
Halcampa duodecimcirrata is voor het eerst wetenschappelijk beschreven door Sars in 1851.